# نادي الحمة
نادي الحمَّة لكرة القدم هو اتحاد كرة قدم نسائي مقره في الحمَّة في مرسية. تأسس النادي عام 2004 ، وهو ينافس حاليًا في دوري الدرجة الأولى الإسباني لكرة القدم للسيدات.

## التاريخ
في 26 يناير 2022 ، هزمن فريق إيبار من الدرجة الأولى في مباراة في الجولة الثالثة من كأس الملك، الكأس الوطنية لإسبانيا.    في 11 فبراير 2022 ، واجهن ريال مدريد في دور الـ 16. 